# Премия Норберта Винера по прикладной математике
Премия Норберта Винера по прикладной математике (англ. Norbert Wiener Prize in Applied Mathematics) — награда Американского математического общества, присуждаемая совместно с Обществом промышленной и прикладной математики. Учреждена в 1967 году по инициативе кафедры математики Массачусетского технологического института. Лауреат премии избирается из числа членов Американского математического общества и Общества промышленной и прикладной математики. Размер премии составляет пять тысяч долларов США. Вручается раз в три года.

## Награждения
- 1970: Беллман, Ричард
- 1975: Лакс, Питер
- 1980: Тосио Като и Уизем, Джеральд
- 1985: Clifford S. Gardner
- 1990: Michael Aizenman и Марсден, Джеррольд
- 1995: Герман Флашка и Ciprian Foias
- 2000: Alexandre Chorin  и Arthur Winfree
- 2004: James A. Sethian[2][3]
- 2007: Craig Tracy и Harold Widom
- 2010: Донохо, Дэвид Ли
- 2013: Эндрю Мажда
- 2016: Константин Дафермос[4]
- 2019: Марша Бергер и Немировский, Аркадий Семёнович
- 2022: Эйтан Тадмор[англ.]